# Ristolaç
Ristolas (en francès Ristolas) és un antic municipi francès, situat al departament dels Alts Alps i a la regió de Provença – Alps – Costa Blava.. Des del 1er de gener de 2019 es fusionada amb Abrièrs en el municipi nou d'Abrièrs i Ristolaç.

## Demografia
| 1962                                       | 1968 | 1975 | 1982 | 1990 | 1999 | 2006 |
| ------------------------------------------ | ---- | ---- | ---- | ---- | ---- | ---- |
| 49                                         | 50   | 68   | 52   | 72   | 78   | 91   |
| Des de 1962: població sense dobles comptes |      |      |      |      |      |      |

## Administració
| Període               | Identitat         | Partit |
| --------------------- | ----------------- | ------ |
| 2001-2014             | Michel Frison     |        |
| 2014-desembre de 2018 | Christian Laurens |        |